# Eulânio Ângelo Chipela Gomes
Eulânio Ângelo Chipela Gomes (ur. 17 maja 1994 w Coimbrze) – gwinejski piłkarz portugalskiego pochodzenia występujący na pozycji obrońcy w portugalskim klubie FC Porto oraz w reprezentacji Gwinei Bissau. Wychowanek Sportingu CP, w trakcie swojej kariery grał także w takich zespołach, jak SC Beira-Mar, GD Gafanha oraz CS Marítimo.